# Ilegales (groupe espagnol)
Pour les articles homonymes, voir Ilegales.
Ilegales est un groupe de rock espagnol, originaire des Asturies. Bien que catégorisé rock, Ilegales reprend diverses influences, et son style musical se caractérise par des paroles franches et nihilistes.

## Biographie

### Débuts
Les débuts du groupe remontent à 1977, lorsque Jorge Martínez, son frère Juan Carlos et David Alonso, forment le trio Madson qui, deux ans plus tard change de nom pour Los Metálicos. Juan Carlos Martínez quitte ensuite le groupe, et est remplacé par Íñigo Ayestarán à la basse. À ce moment-là, ils se rebaptisent Ilegale.
En 1981, ils remportent le concours de rock Ciudad de Oviedo, qui leur permet de participer à l'enregistrement d'un album collectif, dans ce cas avec les morceaux Europa ha muerto, La Fiesta et Princesa equivocada. Quelques mois plus tard, ils publient un single comprenant La Pasta en la mano et Revuelta juvenil en Mongolia. En 1982, le producteur Paco Martín leur demande d'enregistrer sa première œuvre. Dans leur premier album, intitulé Ilegales, Jorge Martínez cerche des phrases fortes et lapidaires qui reflètent une vision nihiliste d'un monde marginal, où la fatalité et la violence sont omniprésentes.
En 1983 sort Ilegales au label Hi-Fi Electrónica, qui montre en couverture une photo d'Ouka Leele, qui deviendra une icône du groupe, obtenant un succès qui dépasse l'album indépendant produit par Paco Martín. En 1984, avec une formation désormais composée de Jorge Martínez (chant, guitare), Willy Vijande (basse, chœurs) et David Alonso (batterie), ils enregistrent et publient leur deuxième album, Agotados de esperar el fin ; entretemps, CBS réédite leur premier album. Ce nouvel album propulse le groupe vers le succès à l'échelle nationale.
Malgré le succès commercial, Jorge se retrouve insatisfait de la production du deuxième album ; il s'improvise alors producteur pour le troisième album, Todos están muertos, qui apparaît en 1985 chez Epic Records.

### Discóbolo Records
Déjà au sommet de son succès, Ilegales fonde avec son manager de l'époque, Manolo Macías, le label Discóbolo Records, concluant un accord avec le distributeur Nuevos Medios pour la sortie d'un double album live, enregistré au Big Ben de Mollerussa (Lleida). Deux ans plus tard, en 1988, le groupe signe un contrat avec le label Hispavox, succursale d'EMI, pour lequel ils font leurs débuts avec le quatrième album studio, intitulé Chicos pálidos para la máquina,.
Pour l'enregistrement de l'album, le groupe devient un quintette : avec l'arrivée d'Alfonso Lantero à la batterie (en remplacement de David Alonso), du saxophoniste Juan Flores, et du claviériste Antolin de la Fuente. En soutien en concert pour l'album, ils font appel à Alejandro Felgueroso, qui remplace ble assiste Willy Vijandequi, et qui participera au cinquième album, intitulé (A la luz o a la sombra) todo está permitido, qui est enregistré par Rafa Kas et Jaime Beláustegui (nouveau batteur du groupe Los Locos).
En 1992, le quintette effectue de nouveaux changements à l'enregistrement de l'album Regreso al sexo químicamente puro ; Willy revient momentanément et cède ensuite la place à Alejandro Blanco.

### Suites et 20 ans
En 2007,  le groupe sort l'album Zem, une expérience nu jazz pour Xuan Zem. En 2017 sort leur nouvel album Mi vida entre las hormigas chez Virgin Records. En juin 2018, ils participent au concert FNAC Live'18 avec Los Enemigos et Carolina Durante.

## Membres
- Jorge Martínez - chant, guitare
- Íñigo Ayestarán - basse (depuis 1988)
- Willy Vijande - basse
- Alejandro « Espina » Blanco - basse
- David Alonso - batterie
- Jaime Beláustegui - batterie
- Rubén Mol - batterie
- Alfonso Lantero - batterie
- Juan Flores - saxophone.
- Antolín de la Fuente - claviers
- Rafa Kas - guitare
- Alejandro Felgueroso - basse
- Mike Vergara - claviers, guitare rythmique

## Discographie

### Albums studio
- 1983 : Ilegales (Epic, 1983) Reeditado en 2005 con bonus tracks
- 1984 : Agotados de Esperar el Fin (Epic Records)
- 1985 : Todos Están Muertos (Epic Records)
- 1986 : Directo (Hispavox)
- 1988 : Chicos pálidos para la máquina (Hispavox)
- 1990 : (A la luz o a la sombra) todo está permitido (Hispavox)
- 1992 : Regreso al sexo químicamente puro
- 1995 : El corazón es un animal extraño (Avispa Music)
- 1998 : El apóstol de la lujuria (Avispa Music)
- 2002 : El día que cumplimos 20 años (Santo Grial Records)
- 2003 : Si la muerte me mira de frente me pongo de lao (La Casa del Misterio)
- 2009 : 126 canciones ilegales
- 2010 : 11 canciones ilegales (Ttan Ttakun Irratia, Pop Up Música)
- 2012 : Ni un minuto de silencio (Pop Up Música)
- 2015 : La vida es fuego (La Casa del Misterio)
- 2017 : Mi vida entre las hormigas (Virgin)